# Arbeitsgemeinschaft Christlicher Kirchen in Deutschland
Die Arbeitsgemeinschaft Christlicher Kirchen in Deutschland e. V. (ACK) ist ein 1948 im Zusammenhang mit der Gründung und ersten Vollversammlung des Ökumenischen Rats der Kirchen und zunächst aus diesem angehörenden Kirchen gebildeter Zusammenschluss christlicher Kirchen in Deutschland zum Zweck der Förderung ökumenischer Zusammenarbeit und der Einheit der Kirchen. Sie bildet den Nationalen Kirchenrat für Deutschland und ist als solcher assoziierte Organisation beim Weltkirchenrat.
Einzelne Kirchen können Mitglieder-, Gast- oder Beobachterstatus besitzen. Neben der bundesweiten ACK gibt es auch regionale (die zumeist einem Bundesland zugeordnet sind) und örtliche ACKs, und entsprechend gibt es auch bundesweite, regionale und lokale Mitgliedschaften. Zwischen den verschiedenen Mitgliedschaften besteht indes keine zwangsläufige Deckungsgleichheit. So kann etwa eine lokale Gemeinde einer bestimmten Kirche in der örtlichen ACK Mitglied sein, ohne dass die Kirche selbst auf Landes- oder Bundesebene der ACK angehört. Auch der umgekehrte Fall ist möglich.
Die in der ACK zusammengeschlossenen Kirchen „bekennen den Herrn Jesus Christus gemäß der Heiligen Schrift als Gott und Heiland und trachten darum, gemeinsam zu erfüllen, wozu sie berufen sind, zur Ehre Gottes, des Vaters, des Sohnes und des Heiligen Geistes“ (§ 1 der Satzung). Diese Formulierung entspricht der Basisformel des Weltkirchenrates.

## Mitglieder, Gastmitglieder und Beobachter

### Mitglieder
Die Mitglieder, Gastmitglieder und Ständigen Beobachter in Deutschland setzten sich aus einer Vielzahl kirchlicher Gruppen zusammen.
Erstens handelt es sich um die orthodoxe Tradition (altorientalische und orthodoxe Kirchen):
- Äthiopisch-Orthodoxe Kirche in Deutschland, Köln
- Armenisch-Apostolische Kirche in Deutschland, Köln
- Koptisch-Orthodoxe Kirche in Deutschland, Höxter-Brenkhausen
- Orthodoxe Kirche – Orthodoxe Bischofskonferenz in Deutschland, Dortmund
- Syrisch-Orthodoxe Kirche von Antiochien, Warburg

Zweitens sind Kirchen aus der evangelischen Tradition zu nennen:
- Apostolische Gemeinschaft, Düsseldorf[3]
- Arbeitsgemeinschaft Mennonitischer Gemeinden in Deutschland, Bad Rappenau
- Bund Evangelisch-Freikirchlicher Gemeinden in Deutschland (BEFG), Wustermark-Elstal
- Bund Freier evangelischer Gemeinden in Deutschland (BFeG), Witten
- Evangelisch-altreformierte Kirche in Niedersachsen, Bunde
- Evangelisch-methodistische Kirche (EMK), Frankfurt am Main
- Evangelische Kirche in Deutschland (EKD), Hannover
- Heilsarmee in Deutschland, Köln
- Evangelische Brüder-Unität (Herrnhuter Brüdergemeine), Bad Boll
- Mülheimer Verband Freikirchlich-Evangelischer Gemeinden, Bremen
- Selbständige Evangelisch-Lutherische Kirche (SELK), Hannover

Drittens werden Kirchen aus der katholischen Tradition gelistet:
- Apostelamt Jesu Christi, Cottbus
- Arbeitsgemeinschaft Anglikanisch-Episkopaler Gemeinden in Deutschland, Berlin
- Katholisches Bistum der Alt-Katholiken in Deutschland, Bonn
- Römisch-katholische Kirche (Verband der Diözesen Deutschlands), Bonn

### Gastmitglieder und Ständige Beobachter
Gastmitglieder sind
- Bund Freikirchlicher Pfingstgemeinden (BFP), Erzhausen
- Freikirchlicher Bund der Gemeinde Gottes
- Freikirche der Siebenten-Tags-Adventisten in Deutschland, Hannover und Ostfildern
- Kirche des Nazareners, Deutscher Bezirk e. V., Gelnhausen
- Neuapostolische Kirche

Ständige Beobachter sind die Religiöse Gesellschaft der Freunde (Quäker), Bad Pyrmont, die Arbeitsgemeinschaft Ökumenischer Kreise in der Bundesrepublik Deutschland e. V. (AÖK), Spatzenhausen, die Deutsche Evangelische Allianz (DEA), Bad Blankenburg, das Evangelische Missionswerk, Hamburg, und der Christinnenrat (Ökumenische Arbeitsgemeinschaft in Deutschland), Düsseldorf.

## Organisationsstruktur

### Mitgliederversammlung und Vorstand

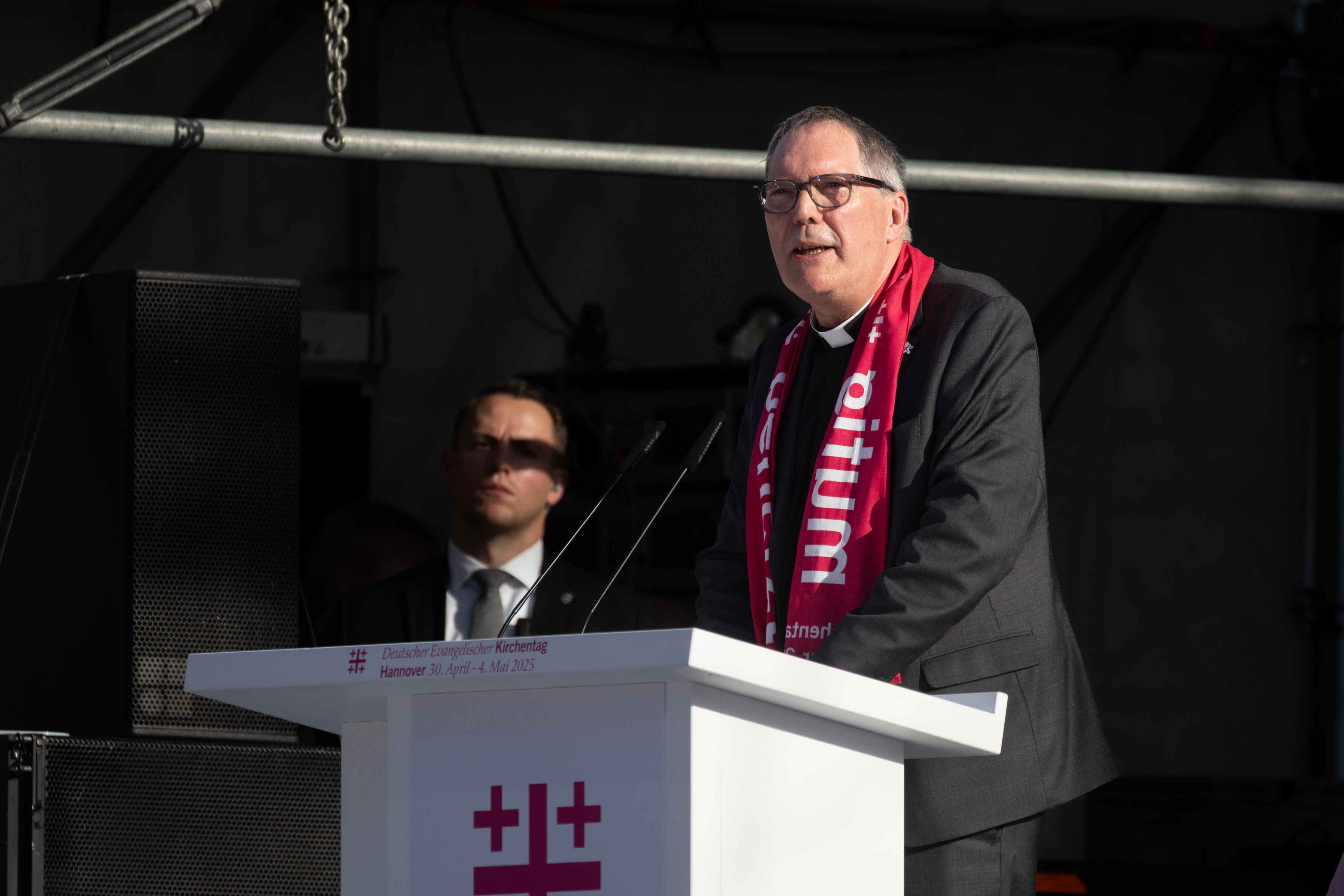
Reverend Christopher Easthill beim Kirchentag 2025.

Als Leitungsorgan der ACK fungiert die zweimal jährlich tagende Mitgliederversammlung, der Delegierte der Mitglieder, Gastmitglieder und Ständigen Beobachter angehören. Die Legislaturperiode beträgt fünf Jahre.

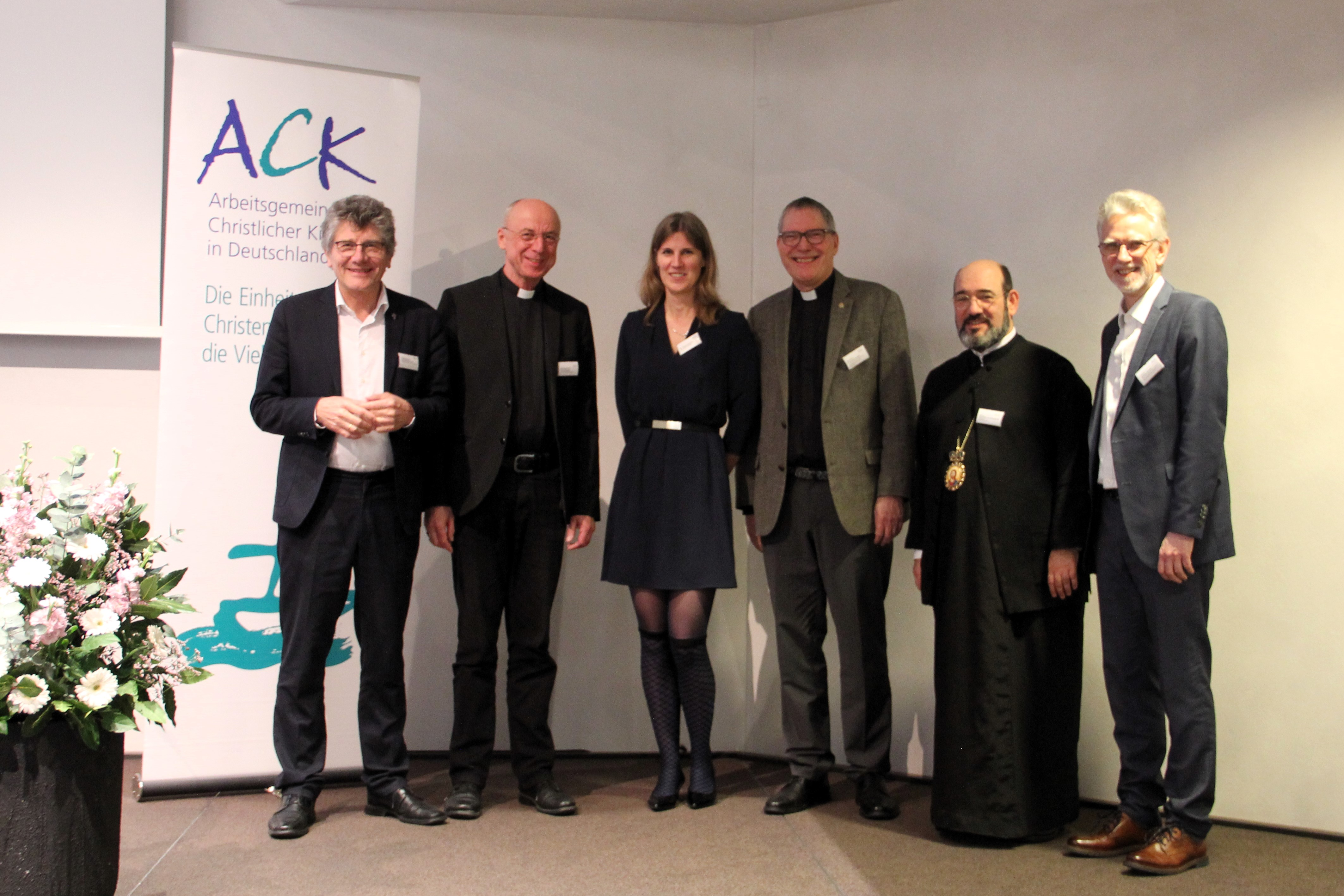
ACK Vorstand 2025–2028

Der Vorstand wird von den Delegierten der Mitglieder der ACK gewählt und setzt sich aus Mitgliedern der unterschiedlichen Konfessionen zusammen. Aktuell setzt sich der Vorstand wie folgt zusammen: Vorsitzender ist der anglikanische Priester Christopher Easthill (Pfarrer von St. Augustine’s of Canterbury (Wiesbaden)), seine Stellvertreter sind der württembergische Landesbischof Ernst-Wilhelm Gohl und der orthodoxe Bischof Emmanuel von Christoupolis. Weitere Vorstandsmitglieder sind der römisch-katholische Weihbischof Peter Birkhofer und der Baptistenpastor Manfred Ewaldt.

### Ökumenische Centrale (ÖC)
Die Ökumenische Centrale (ÖC) in Frankfurt am Main ist die Geschäftsstelle der ACK Deutschland. Sie ist prinzipiell konfessionell paritätisch besetzt, wobei in jüngster Zeit nur noch halbe Stellen für die einzelnen Kirchenfamilien vergeben werden.
Seit 1. April 2019 ist Verena Hammes die Geschäftsführerin der ACK.
Die Referate sind nach Konfessionsfamilien gegliedert, denen zugleich Arbeitsschwerpunkte zugeordnet sind:
- EKD-Referat: „Migration, Dialog, Kultur“, gleichzeitig Presse- und Öffentlichkeitsarbeit (seit 1. November 2022 Pastor Jens Daniel Haverland, Nordkirche)[5]
- Katholisches Referat: „Glaube und Theologie“ (seit 1. April 2019 Verena Hammes, gleichzeitig Geschäftsführerin der ACK)[6]
- Freikirchliches Referat: „Mission, Zeugnis, Gottesdienst“ (seit 1. September 2020 Pastor Jochen Wagner, BFeG)
- Orthodoxes Referat: „Kirche und Gesellschaft“ (seit 15. September 2022 Pfarrer Marius-Adrian Cӑlin, Rumänisch-Orthodoxe Kirche)[7]

### Deutscher Ökumenischer Studienausschuss
1950 setzte die ACK den Deutschen Ökumenischen Studienausschuss (DÖSTA) als ihre theologische Kommission ein. Die Aufgabe des Ausschusses ist es, die ACK in ökumenisch-theologischen Fragen zu beraten. Aus dem DÖSTA gingen zahlreiche Studien, Gutachten und Stellungnahmen zu Fragen der Ökumene und ökumenischer Beziehungen hervor.

## Regionale ACKs
In Deutschland gibt es 14 regionale ACKs: Baden-Württemberg, Bayern, Berlin-Brandenburg (Ökumenischer Rat), Bremen, Hamburg, Hessen mit Rheinhessen, Mecklenburg-Vorpommern, Niedersachsen, Nordrhein-Westfalen, Region Südwest (Saarland mit Rheinland-Pfalz ohne den rheinhessischen Teil), Sachsen, Sachsen-Anhalt, Schleswig-Holstein sowie Thüringen.
Auf lokaler Ebene wird der Begriff ACK manchmal auch für „Arbeitskreis Christlicher Kirchen“ verwendet.
Die bundesweite ACK sowie die regionalen und die lokalen ACKs arbeiten zwar in unterschiedlicher Weise zusammen, sie sind aber zueinander nicht über- bzw. untergeordnet.